# Kinas Grand Prix 2019
Kinas Grand Prix 2019, officiellt Formula 1 Heineken Chinese Grand Prix 2019, var ett Formel 1-lopp som kördes 14 april 2019 på Shanghai International Circuit i Shanghai i Kina. Loppet var det tredje av sammanlagt tjugoen deltävlingar ingående i Formel 1-säsongen 2019 och kördes över 56 varv. Kinas GP var det 1000:e loppet i Formel 1:s historia sedan starten på Silverstone 1950.

## Resultat

### Kval
| KR. | Nr | Förare             | Konstruktör               | Q1        | Q2       | Q3        | Grid |
| --- | -- | ------------------ | ------------------------- | --------- | -------- | --------- | ---- |
| 1   | 77 | Valtteri Bottas    | Mercedes                  | 1.32,658  | 1.31,728 | 1.31,547  | 1    |
| 2   | 44 | Lewis Hamilton     | Mercedes                  | 1.33,115  | 1.31,637 | 1.31,570  | 2    |
| 3   | 5  | Sebastian Vettel   | Ferrari                   | 1.33,557  | 1.32,232 | 1.31,848  | 3    |
| 4   | 16 | Charles Leclerc    | Ferrari                   | 1.32,712  | 1.32,324 | 1.31,865  | 4    |
| 5   | 33 | Max Verstappen     | Red Bull Racing-Honda     | 1.33,274  | 1.32,369 | 1.32,089  | 5    |
| 6   | 10 | Pierre Gasly       | Red Bull Racing-Honda     | 1.33,863  | 1.32,948 | 1.32,930  | 6    |
| 7   | 3  | Daniel Ricciardo   | Renault                   | 1.33,709  | 1.33,214 | 1.32,958  | 7    |
| 8   | 27 | Nico Hülkenberg    | Renault                   | 1.33,644  | 1.32,968 | 1.32,962  | 8    |
| 9   | 20 | Kevin Magnussen    | Haas-Ferrari              | 1.34,036  | 1.33,150 | Ingen tid | 9    |
| 10  | 8  | Romain Grosjean    | Haas-Ferrari              | 1.33,752  | 1.33,156 | Ingen tid | 10   |
| 11  | 26 | Daniil Kvyat       | Scuderia Toro Rosso-Honda | 1.33,783  | 1.33,236 | 0         | 11   |
| 12  | 11 | Sergio Pérez       | Racing Point-BWT Mercedes | 1.34,026  | 1.33,299 | 0         | 12   |
| 13  | 7  | Kimi Räikkönen     | Alfa Romeo Racing-Ferrari | 1.34,125  | 1.33,419 | 0         | 13   |
| 14  | 55 | Carlos Sainz Jr.   | McLaren-Renault           | 1.33,686  | 1.33,523 | 0         | 14   |
| 15  | 4  | Lando Norris       | McLaren-Renault           | 1.34,148  | 1.33,967 | 0         | 15   |
| 16  | 18 | Lance Stroll       | Racing Point-BWT Mercedes | 1.34,292  | 0        | 0         | 16   |
| 17  | 63 | George Russell     | Williams-Mercedes         | 1.35,253  | 0        | 0         | 17   |
| 18  | 88 | Robert Kubica      | Williams-Mercedes         | 1.35,281  | 0        | 0         | 18   |
| NC  | 99 | Antonio Giovinazzi | Alfa Romeo Racing-Ferrari | Ingen tid | 0        | 0         | 19   |
| NC  | 23 | Alexander Albon    | Scuderia Toro Rosso-Honda | Ingen tid | 0        | 0         | Depå |

| Vidare från första kvalrundan ▬▬ Vidare från andra kvalrundan ▬▬ |

107 %-gränsen: 1.39,144
Källor:

### Lopp
| Pos. | Nr | Förare             | Konstruktör               | Varv | Tid         | Grid | P    |
| ---- | -- | ------------------ | ------------------------- | ---- | ----------- | ---- | ---- |
| 1    | 44 | Lewis Hamilton     | Mercedes                  | 56   | 1:32.06,350 | 2    | 25   |
| 2    | 77 | Valtteri Bottas    | Mercedes                  | 56   | +6.552      | 1    | 18   |
| 3    | 5  | Sebastian Vettel   | Ferrari                   | 56   | +13.744     | 3    | 15   |
| 4    | 33 | Max Verstappen     | Red Bull Racing-Honda     | 56   | +27.627     | 5    | 12   |
| 5    | 16 | Charles Leclerc    | Ferrari                   | 56   | +31.276     | 5    | 10   |
| 6    | 10 | Pierre Gasly       | Red Bull Racing-Honda     | 56   | +89.307     | 6    | 8+1e |
| 7    | 3  | Daniel Ricciardo   | Renault                   | 55   | +1 varv     | 7    | 6    |
| 8    | 11 | Sergio Pérez       | Racing Point-BWT Mercedes | 55   | +1 varv     | 12   | 4    |
| 9    | 7  | Kimi Räikkönen     | Alfa Romeo Racing-Ferrari | 55   | +1 varv     | 12   | 2    |
| 10   | 23 | Alexander Albon    | Scuderia Toro Rosso-Honda | 55   | +1 varv     | Depå | 1    |
| 11   | 8  | Romain Grosjean    | Haas-Ferrari              | 55   | +1 varv     | 10   | 0    |
| 12   | 18 | Lance Stroll       | Racing Point-BWT Mercedes | 55   | +1 varv     | 16   | 0    |
| 13   | 20 | Kevin Magnussen    | Haas-Ferrari              | 55   | +1 varv     | 9    | 0    |
| 14   | 55 | Carlos Sainz Jr.   | McLaren-Renault           | 55   | +1 varv     | 14   | 0    |
| 15   | 99 | Antonio Giovinazzi | Alfa Romeo Racing-Ferrari | 55   | +1 varv     | 19   | 0    |
| 16   | 63 | George Russell     | Williams-Mercedes         | 54   | +2 varv     | 17   | 0    |
| 17   | 88 | Robert Kubica      | Williams-Mercedes         | 54   | +2 varv     | 18   | 0    |
| 18   | 4  | Lando Norris       | McLaren-Renault           | 50   | 0           | 15   | 0    |
| RET  | 26 | Daniil Kvyat       | Scuderia Toro Rosso-Honda | 41   | 0           | 11   | 0    |
| RET  | 27 | Nico Hülkenberg    | Renault                   | 16   | 0           | 8    | 0    |

| Förare och stall som tog poäng ▬▬ |

Källor:
- ^e  – Pierre Gasly erhöll en extrapoäng för snabbaste varv.

## Poängställning efter loppet
| Position  | 1    | 2    | 3    | 4    | 5    | 6   | 7   | 8   | 9   | 10  | Snabbaste varv |
| Poäng (p) | 250p | 180p | 150p | 120p | 100p | 80p | 60p | 40p | 20p | 10p | 10p            |

| Pos. | Förare           | Stall                     | Poäng |
| ---- | ---------------- | ------------------------- | ----- |
| 1    | Lewis Hamilton   | Mercedes                  | 68    |
| 2    | Valtteri Bottas  | Mercedes                  | 62    |
| 3    | Max Verstappen   | Red Bull-Honda            | 39    |
| 4    | Sebastian Vettel | Ferrari                   | 37    |
| 5    | Charles Leclerc  | Ferrari                   | 36    |
| 6    | Pierre Gasly     | Red Bull-Honda            | 13    |
| 7    | Kimi Räikkönen   | Alfa Romeo Racing-Ferrari | 12    |
| 8    | Lando Norris     | McLaren-Renault           | 8     |
| 9    | Kevin Magnussen  | Haas-Ferrari              | 8     |
| 10   | Daniel Ricciardo | Renault                   | 6     |
| 11   | Nico Hülkenberg  | Renault                   | 6     |
| 12   | Sergio Pérez     | Racing Point-BWT Mercedes | 5     |
| 13   | Alexander Albon  | Toro Rosso-Honda          | 3     |
| 14   | Lance Stroll     | Racing Point-BWT Mercedes | 2     |
| 15   | Daniil Kvyat     | Toro Rosso-Honda          | 1     |

| Pos. | Stall                     | Poäng |
| ---- | ------------------------- | ----- |
| 1    | Mercedes                  | 130   |
| 2    | Ferrari                   | 73    |
| 3    | Red Bull-Honda            | 52    |
| 4    | Renault                   | 12    |
| 5    | Alfa Romeo Racing-Ferrari | 12    |
| 6    | Haas-Ferrari              | 8     |
| 7    | McLaren-Renault           | 8     |
| 8    | Racing Point-BWT Mercedes | 7     |
| 9    | Toro Rosso-Honda          | 4     |